# Mère de Drogon de Bretagne
On ne connaît pas le nom de la mère de Drogon de Bretagne (née vers 925), seulement qu'elle fut une proche du comte Thibaud Ier de Blois, surnommé « le Tricheur » par les chroniqueurs capétiens.

## Biographie
Bien que la plupart des sources historiques estiment qu'elle serait fille de Thibaud l'Ancien, vicomte de Blois et de Touraine, et de la vicomtesse Richilde,,,, (et ainsi la sœur du Tricheur), elle serait selon d'autres études récentes plutôt sa fille, née de son premier lit avant son mariage avec Liutgarde de Vermandois, survenu vers 945. La Chronique de Nantes indique qu'Alain Barbetorte l'épouse à une date inconnue sans préciser son nom. Arthur de la Borderie qui spécifie « on ignore son nom », précise simplement que « leurs fiançailles eurent lieu au château de Blois et leurs noces à Nantes ». De son côté, Louis de La Saussaye précise que l'évèvement aurait eu lieu en l'an 943, alors que la première épouse du duc Alain, Roscille d'Anjou, ne décède pas avant 948.
Le mariage avec le roi Alain donne un enfant né en 950 : Drogon (ou Dreux) de Nantes (car futur comte de Nantes).
En 952, Alain Barbetorte meurt. Devenue veuve, elle est remariée rapidement par son frère avec Foulque II d'Anjou. Celui-ci, en accord avec Thibaud, régent de la Bretagne, prend le contrôle du comté de Nantes au nom de Drogon, alors âgé de deux ans.
Néanmoins, Drogon meurt à Angers en 958 dans des conditions mal définies (possible empoisonnement par Foulque II). Sa date de mort exacte n'est pas connue. En conséquence, Foulque II d'Anjou s'empare de l'estuaire ligérien en devenant de facto comte de Nantes jusqu'en 960.

## Noms spéculatifs
Avant l'ère moderne, nombre d'historiens voulurent attribuer, sans preuve définitive ou d'époque, un nom à la mère de Drogon :
- Agnès, comme mentionné par Jean-Louis Chalmel[13],[Note 2] ;
- Gerberge, tel que mentionné par Charles Clémencet[14], Georges Touchard-Lafosse[15], Gilles Deric[16] et Louis de La Saussaye[9],[17] ;
- Roscille, comme précisé par Claude Renaudot[18] et plus récemment par Gilbert Filior[10],[Note 3].